# 1873 v športu
1873 v športu.

## Bejzbol
- Prvak postane Boston Red Stockings

## Golf
- Odprto prvenstvo Anglije - zmagovalec Tom Kidd

## Kanadski nogomet
- Ustanovljen Toronto Argonauts

## Konjske dirke
- Survivor zmaga na Preakness Stakes

## Nogomet
- 29. marec - FA Cup: Wanderers F.C. premaga Oxford University A.F.C. z 2-0
- Ustanovljena Scottish Football Association, ki priredi Scottish Cup
- Ustanovljen Rangers F.C.

## Rugby
- Ustanovljen County Carlow Football Club

## Veslanje
- Regata Oxford-Cambridge - zmagovalec Cambridge

## Rojstva
- 7. februar - Charles Dixon, britanski tenisač
- 10. oktober - Jaap Eden, nizozemski kolesar in hitrostni drsalec
- 5. november - Edwin Flack, avstralski atlet
- 24. november - Herbert Barrett, britanski tenisač